# 735 Marghanna
A 735 Marghanna (ideiglenes jelöléssel 1912 PY) a Naprendszer kisbolygóövében található aszteroida. Heinrich Vogt fedezte fel 1912. december 9-én.